# Большое (Тюменская область)
Большое — деревня в Сладковском районе Тюменской области России. Входит в состав Сладковского сельского поселения.

## История
До 1917 года входила в состав Сладковской волости Ишимского уезда Тюменской губернии. По данным на 1926 год состояла из 68 хозяйства. В административном отношении являлась центром Большовского сельсовета Сладковского района Ишимского округа Уральской области.

## Население
| 2010 |
| ---- |
| 221  |

По данным переписи 1926 года в деревне проживало 315 человек (156 мужчин и 159 женщин), в том числе: русские составляли 100 % населения.
Согласно результатам переписи 2002 года, в национальной структуре населения русские составляли 77 % из 277 чел.